# Un pays qui se tient sage
Un pays qui se tient sage (bra: Um País Que Sabe Se Comportar) é um documentário francês dirigido por David Dufresne, lançado em 18 de setembro de 2020 durante o Festival de Cinema de Nova Iorque.

## Enredo
O filme questiona o controle policial enquanto ocorrem protestos na França, bem como o preceito da legitimidade do uso da violência pelo Estado, especialmente a brutalidade policial no país. A partir dessa discussão, o documentário retrata confrontos entre a polícia e os manifestantes durante o movimento dos coletes amarelos, crise popular durante o governo do presidente francês Emmanuel Macron.
O diretor David Dufresne, utiliza imagens de manifestantes e jornalistas independentes com material filmado entre novembro de 2018 a fevereiro de 2020. As imagens são discutidas em uma série de diálogos entre representantes de movimentos sociais, intelectuais e policiais. Durante as discussões são citados teóricos como Hannah Arendt, Leon Trostky, Nicolau Maquiavel, Michel Foucault, dentre outros importantes pensadores e intelectuais que pensaram a questão da violência e do papel do Estado sobre ela, trazendo um embasamento maior para discussão.

## Elenco
Durante o documentário, os debatedores são questionados sobre as imagens que veem. O espectador não conhecerá a qualidade do convidado até o final da sessão. Os envolvidos são:
- Gwendal Leroy, motorista de empilhadeira
- Patrice Philippe, caminhoneiro
- Michel Forst, Relator Especial das Nações Unidas (ONU)
- Bertrand Cavallier, Gendarmaria
- Mathilde Larrère, historiadora
- Patrice Ribeiro, secretário geral Sinergia-oficiais
- Anthony Caillé, secretário nacional do interior da Confederação Geral do Trabalho (CGT)
- Benoit Barret, Secretário Nacional de Polícia da Aliança
- William Bourdon, advogado
- Mélanie N'goyé-Gaham, assistente social
- Vanessa Langard, decoradora
- Manon Retourné, mãe dona de casa
- Sébastien Maillet, encanador
- Rachida Sriti, psicoterapeuta
- Myriam Ayad, dona de casa
- Romain Huët, etnógrafo
- Ludivine Bantigny, historiadora especializada em maio de 68
- Vanessa Codaccioni, historiadora e professora de ciências políticas
- Fabien Jobard, sociólogo, diretor de pesquisa do Centre national de la recherche scientifique (CNRS)
- Sebastian Roché, Doutor em Ciência Política e Criminologista
- Monique Chemillier-Gendreau, jurista e professora de direito público
- Alain Damásio, escritor
- Taha Bouhafs, jornalista
- Arié Alimi, advogado e membro da Liga dos direitos do homem (LDH)

Ao final do documentário, a equipe especificou todos os convites que foram enviados e as pessoas ou instituições que não deram seguimento:
- Ministério Público de Paris
- Diretor Geral da Polícia Nacional
- Central de gestão CRS
- Direção Central de Segurança Pública
- Inspeção Geral da Polícia Nacional
- Sede da polícia parisiense

## Recepção da crítica
Fabien Lemercier, para o Cineuropa, elogiou o filme e acrescentou que: "é um sortimento diversificado [de entrevistados] que confere ao filme vários níveis. Essa abordagem convincente, intelectual, mas nunca maniqueísta, é ainda sustentada por um poderoso componente emocional."

## Prêmios e indicações
| Ano  | Premiação                 | Categoria                        | Recipiente(s)             | Resultado | Ref.   |
| ---- | ------------------------- | -------------------------------- | ------------------------- | --------- | ------ |
| 2020 | Quinzena dos Realizadores | Melhor documentário              | Un pays qui se tient sage | Indicado  | [ 14 ] |
| 2021 | Prêmio Lumière            | Lumière de melhor documentário   | Un pays qui se tient sage | Vencedor  | [ 15 ] |
| 2021 | Prêmio César              | Melhor documentário              | Un pays qui se tient sage | Indicado  | [ 7 ]  |
| 2022 | My French Film Festival   | Prêmio da imprensa internacional | Un pays qui se tient sage | Vencedor  | [ 16 ] |
| 2022 | My French Film Festival   | Prêmio do Júri                   | Un pays qui se tient sage | Vencedor  | [ 16 ] |